# Scalpellum gibberum
Scalpellum gibberum är en kräftdjursart som beskrevs av Carl Aurivillius 1892.
Scalpellum gibberum ingår i släktet Scalpellum och familjen Scalpellidae. Inga underarter finns listade i Catalogue of Life.